# アンドリュー・ソロモン
アンドリュー・ソロモン （Andrew Solomon、1963年10月30日 - ）は、 アメリカ合衆国ニューヨーク市とイギリス・ロンドンに住む政治・文化・心理学のノンフィクション作家。 The New York Times、The New Yorker等に寄稿している。
著書"The Noonday Demon：An Atlas of Depression"は2001年の全米図書賞を受賞。2002年ピューリッツァー賞の最終選考にもノミネートされ、The Timesが選ぶ"10年間のベスト100冊"リストにも入った。また、著書"Far from the Tree：Parents、Children、and Search for Identity"は、2012年の全米批評家協会賞を受賞。
コロンビア大学医療センターの臨床心理学教授であり、 PEN American Centerの会長も務めた 。

## 家族、学歴

### 家族
フォレスト・ラボラトリーズの元会長であり、ヒルドレッド・キャピタル・パートナーズの創設者である父ハワード・ソロモンと、母キャロリン・バウアー・ソロモンの長男として誕生した。

### 学歴
マンハッタンに生まれ育つ。 1981年にHorace Mann Schoolを優秀な成績で卒業、1985年にイェール大学で英語の文学士号を取得、優等で卒業し、ケンブリッジ大学Jesus Collegeで英語の修士号を 、2013年8月、愛着理論に関する論文を発表し博士号を授与された。

## 著述活動
1988年よりロシアの芸術家について研究、1991年に"THE Irony tower: Soviet Artists in a Time of Glasnost"を出版。1994年、初の小説 "A Stone Boat"を出版。母親の癌との闘病を見てアイデンティティが変化する男性の物語であり、 ロサンゼルスタイムズのファーストフィクション賞次点に入賞した。
1993年から2001年にかけてニューヨーク・タイムズに寄稿。 
2001年5月出版の著書 "The Noonday Demon：Atlas of Depression" は24の言語に翻訳された（邦題『真昼の悪魔 - うつの解剖学』、2003年7月堤理華訳）。同著は、ニューヨーク・タイムズの"Notable Book of 2001"およびアメリカ図書館協会の”2002 list of Notable Books"に選ばれ、全米図書賞（ノンフィクション部門）を受賞。
2009年4月の記事"Cancer & Creativity: One Chef's True Strory"は、 国際料理専門家協会Bert Green Awardを受賞。自殺した友人への回想を著し、2011年にFolio Eddie Gold Awardを受賞 。
雑誌の仕事に加えて、多くのアンソロジーや批評を著しており、National Public RadioのMoth Radio Hourで紹介されている。 
2012年11月、家族がどのように身体的、精神的、社会的な障害や違いを持つ子供を受け入れるかについて描いた著書 ”Far from the Tree: Parents, Children, and the Search for Identity"を出版。同著は、ニューヨーク・タイムズによって10 best books of 2012に選ばれた ほか、全米批評家協会賞（ノンフィクション部門）等を受賞。2017年には同著のヤングアダルトエディションが公開された 。同著は世界23か国で出版されており、邦訳版『「ちがい」がある子とその親の物語』が海と月社より3巻分冊で各2020年12月、2021年7月、2021年12月に刊行予定である。
2014年の夏、コロンビア大学医療センターの臨床心理学教授に任命される。
2016年4月、チャールズ・スクリブナーズ・サンズにより、1991年以来のソロモンの国際レポートのコレクションである ”Far and Away：Reporting from the Brink of Change"が発刊される。その後、”Far and Away：How Travel Can Change the World"の名で再発刊され 、ニューヨーク・タイムズの"100 Notable Books of 2016"に選ばれる。 
2017年11月10日、"Far from the Tree"に基づいた同名のドキュメンタリーがDOC NYCフェスティバルで初演された。また、同ドキュメンタリーは邦題『いろとりどりの親子』の名で日本でも2018年11月に公開された。

## 社会活動・慈善活動
ソロモンは、 LGBTQの権利、精神衛生、教育、芸術の活動家であり慈善家でもある。イェール大学のSolomon Research Fellowships in LGBT Studiesの創設者であり、National Gay and Lesbian Task Forceの理事会のメンバーであり、Proud2Beプロジェクトの後援者を務める。  同性婚について、Newsweek誌 、 The Advocate誌 に寄稿している。
ソロモンは、 プリンストン、イェール、スタンフォード 、ハーバード 、 MIT、ケンブリッジ各大学及び、米国議会図書館などで、うつ病について講義を行った。  ケンブリッジ大学の家族研究センターのアソシエイト 、 ミシガン大学うつ病センター所長、  コロンビア大学精神医学所長 、およびコールドスプリングハーバー研究所所長  、コロンビアメディカルスクールBoard of Visitorsメンバーを務める。2011年、イェール大学精神医学部のLGBTのメンタルヘルスに関する特別顧問に任命された。  2008年、ソロモンは精神保健の分野への貢献に対して、 Society of Biological Psychiatryの人道主義賞を、2010年にはBrain＆Behavior Research FoundationのProductive Lives Awardを受賞。 
ワールド・モニュメント財団 、およびロマの子供たちの教育を支援するアレックス基金の委員会への奉仕活動を行っている。 　PENアメリカンセンターの取締役であり、2015年から2018年まで所長を務めた。  ニューヨーク公立図書館の評議員、 メトロポリタン美術館の評議員、 芸術村ヤドーの理事を務める。  また、イェール大学バークレー校のフェローであり、 ニューヨーク人文科学研究所 および外交問題評議会のメンバーでもある。 

## 私生活
アメリカ合衆国とイギリスの二重国籍を保有。
ジャーナリストのジョン・ハビックとのシビル・パートナーシップ式典を2007年6月30日に開催 。2009年7月17日、二人はニューヨーク州で正式に結婚した 。
2003年、ソロモンと長年の友人であるブレイン・スミスは一緒に子供を持つことにし、2007年11月、娘キャロリン・ブレイン・スミス・ソロモンが誕生（スミスとキャロリンはテキサス州に在住）。2009年4月、息子のジョージ・チャールズ・ハビッチ・ソロモンが誕生、ソロモンと養父のハビッチと共にニューヨークに在住。ハビッチは、 ミネアポリスに住んでいるレズビアンの友人に生まれたオリバーとルーシー・シャーの2人の子供の生物学的な父親でもある。この複雑な家族関係は、2011年1月のニューズウィーク誌および2012年4月のThe Observer紙で特集された。

## 著作

### ノンフィクション
- Solomon, Andrew (1991). The irony tower : Soviet artists in a time of glasnost. New York: Alfred A. Knopf
- (2001). The Noonday Demon: An Atlas of Depression. Scribner, New York. ISBN 0-684-85466-X
  - 『真昼の悪魔 - うつの解剖学』堤理華訳　原書房 ISBN 978-4562036547
- (2012). Far from the Tree: Parents, Children, and the Search for Identity. Scribner, New York. ISBN 0-743-23671-8  
  - 『「ちがい」がある子とその親の物語Ⅰ　ろう、低身長症、ダウン症の場合』依田卓巳、戸田早紀、高橋佳奈子訳　海と月社　ISBN 9784903212715
- Solomon, Andrew (March 17, 2014). “The reckoning : the father of the Sandy Hook killer searches for answers”. The New Yorker 90 (4):  36–45.
- (2016). Far and Away: Reporting from the Brink of Change. Scribner, New York. ISBN 9781476795041

### フィクション
- Solomon, Andrew (1994). A Stone Boat. Faber & Faber, New York. ISBN 0-571-17240-7

### ソロモンの著作に対する批評
- Heller, Nathan (November 19, 2012). “Books: Little Strangers”. The New Yorker 88 (36):  85–90 2014年11月3日閲覧。.[63]

## TEDおよびTEDxトーク
ソロモンはTEDでも講演を行っている。扱ったテーマは、うつ病 、アイデンティティ 、愛 、受容 、旅行など。
| 年   | 題名                                                                                              | ロケーション                           |
| ---- | ------------------------------------------------------------------------------------------------- | -------------------------------------- |
| 2013 | Love, no matter what （揺るぎなき愛）                                                             | TEDMED 2013 ワシントンDC（米国）       |
| 2013 | Depression, the secret we share （鬱、私たちが共有する秘密）                                      | TEDxMet 2013 ニューヨーク（米国）      |
| 2014 | How the worst moments in our lives make us who we are（人生で最も苦しい経験から、自分らしくなる） | TED2014 バンクーバー（カナダ）         |
| 2017 | How open borders make us safe（開かれた国境こそが人々の安全を守る）                               | TEDxExeter 2017 エクセター（イギリス） |